# Polsko-Chińskie Towarzystwo Gospodarczo-Kulturalne
Polsko-Chińskie Towarzystwo Gospodarczo-Kulturalne – stowarzyszenie założone i zarejestrowane w KRS w 2005 roku. Głównym celem towarzystwa jest poszerzanie kontaktów, a także rozwijanie współpracy pomiędzy Polską a Chinami, m.in. w dziedzinie gospodarczej, kulturowej i sportowo-turystycznej.

## Cele i sposoby działania
Celem towarzystwa jest:
- pogłębianie kontaktów pomiędzy osobami narodowości chińskiej i polskiej a także między instytucjami, firmami oraz organizacjami chińskimi i polskimi,
- rozwijanie współpracy gospodarczej pomiędzy firmami polskimi i chińskimi,
- wspieranie inicjatyw mających na celu wzajemne poznanie języka, historii oraz kultury polskiej i chińskiej,
- wsparcie studentów chińskich w Polsce w zakresie wizowym, prawnym, kulturowym, pracowniczym lub mieszkaniowym itp.

Towarzystwo opiera swoją działalność na pracy społecznej członków, jednakże do prowadzenia swoich spraw może zatrudniać pracowników. Członkiem towarzystwa można stać się po złożeniu deklaracji członkowskiej oraz wpłacie rocznej składki członkowskiej w wysokości 50 zł.